# Андремон
Андремо́н (дав.-гр. Ἁνδραίμων) — персонажі давньогрецької міфології:
- Андремон — цар Калідона, чоловік Горги, батько Тоанта. Отримав царську владу від свого тестя Ойнея, сини якого Мелеагр і Тідей загинули. Він і його дружина були поховані в одній могилі в місті Амфісса. До його потомків застосовували назву «Андремоніди».
- Андремон — етолійський цар, батько Гемона, дід Оксила (за іншою версією — батько Оксила).
- Андремон — син Оксила і чоловік Дріопи.
- Андремон — чоловік Амфіноми, дочки Пелія.
- Андремон — один з залицяльників-наречених Пенелопи.
- Андремон — син царя іонійців Кодра. Брав участь у колонізації Малої Азії і вигнав карійців з міста Лебедос, яке входило до Іонійського союзу.
- Андремон — засновник Колофона, походженням з Пілосу, похований біля міста, яке заснував.